# Maos Lor
Maos Lor is een bestuurslaag in het regentschap Cilacap van de provincie Midden-Java, Indonesië. Maos Lor telt 6577 inwoners (volkstelling 2010).